# Donne... dadi... denaro!
Donne... dadi... denaro! (Meet Me in Las Vegas) è  un film del genere commedia musicale del 1956  diretto da Roy Rowland.
Ha avuto una candidatura ai Premi Oscar 1957 per la migliore colonna sonora per le musiche di George Stoll e Johnny Green.

## Trama
L'allevatore Chuck Dowell è solito perdere parte dei suoi guadagni giocando d'azzardo nei casinò di Las Vegas. Un giorno, perdendo continuamente alla roulette stringe per caso la mano di Maria, la ballerina dell'hotel, e la fortuna inizia a sorridergli.

## Produzione
La pellicola è stata organizzata intorno al talento di ballerina di Cyd Charisse. I diversi numeri musicali che punteggiano la trama vedono all'opera, nella parte di sé stessi, diversi artisti della musica pop. Sostanzialmente, rende in maniera fedele l'idea di come Las Vegas potesse apparire nel 1956 agli occhi dell'opinione pubblica.
La sceneggiatura è di Isobel Lennart mentre la fotografia è di Robert Bronner; le musiche sono dirette da George Stoll e la coreografia è firmata da Hermes Pan ed Eugene Loring.

## Cast
Il cast include diverse stelle o caratteristi del cinema hollywoodiano: oltre ai protagonisti Cyd Charisse e Dan Dailey, Agnes Moorehead, Lili Darvas, Jim Backus, Oscar Karlweis, Liliane Montevecchi e Cara Williams. Come guest star vi figurano anche Jerry Colonna, Paul Henreid, Lena Horne, il cantante Frankie Laine, Elaine Stewart e Mitsuko Sawamara.
Artefici di camei interni alla pellicola sono Frank Sinatra, Debbie Reynolds, Pier Angeli, Peter Lorre e Tony Martin (marito della Charisse fino alla morte di lei avvenuta nel 2008).

## Critica
(Leo Pestelli su La Stampa del 30 marzo 1957)